# Marie Anne Blondin
Marie Anne Blondin, S.S.A., rodným jménem Esther Blondin (18. dubna 1809, Terrebonne – 2. ledna 1890, Lachine) byla kanadská římskokatolická řeholnice, zakladatelka a členka kongregace Sester svaté Anny. Katolická církev ji uctívá jako blahoslavenou.

## Život

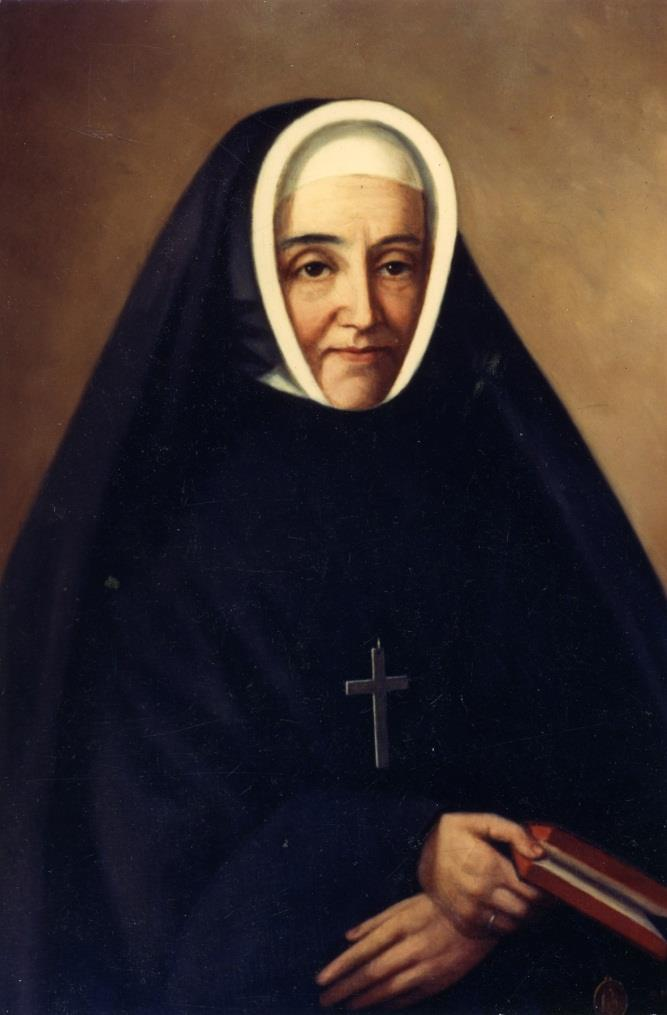
Portrét

Narodila se dne 18. dubna 1809 v Terrebonne v Dolní Kanadě rodičům Jeanu-Baptistu Blondinovi a Marii-Rose Limoges, farmářům žijícím na břehu řeky Mille Îsles. Ve 20 letech se stala domácí služkou místního obchodníka, aby pomáhala živit své rodiče. Krátce poté byla najata, aby pracovala pro Sestry Notre Dame z Montréalu v jimi provozované farní škole. Od sester se zde naučila číst a psát, neboť vyrůstala jako negramotná. V roce 1833 byla přijata do noviciátu kongregace Sester Notre Dame z Montréalu, ale brzy po svém přijetí musela ze zdravotních důvodů odejít. Na pozvání další bývalé novicky z kongregace začala učit na farní škole ve Vaudreuilu a po několika letech se stala ředitelkou školy.
V průběhu let zjistila, že jednou z příčin rozšířené negramotnosti v oblasti bylo církevní nařízení, které zakazovalo, aby byly děti vyučovány příslušníky opačného pohlaví. Protože farnosti nemohly financovat dvě školy, mnoho farností bylo nuceno nemít žádnou. V roce 1848 představila montréalskému biskupovi Ignaci Bourgetovi plán na založení nové ženské řeholní kongregace pro výchovu a vzdělávání chudých venkovských dětí, dívek i chlapců ve stejných školách. Její vizi biskup schválil, načež kongregaci Dcer svaté Anny, jak byla tehdy pojmenována, založila. Získala první čekatelky pro vstup do nové kongregace a dne 13. září 1848 otevřela první noviciát. Patřila mezi prvních devět postulantek. Přijala řeholní jméno Marie Anne a řeholní hábit jí založené kongregace. Spolu s dalšími čtyřmi sestrami složila dne 8. září 1850 řeholní sliby.
Jednou z překážek, kterým musela čelit, byl dluh řeholní komunity. Tento dluh zaplatil místní duchovní abbé Paul-Loub Archambault. Po splacení dluhu mohla být její kongregace kanonicky schválena, načež se stala její generální představenou. Pod jejím vedením se jí založená kongregace rozrůstala o nové členky i řeholní domy v dalších městech. Abbé Louis-Adolphe Maréchal byl jí jmenován kaplanem a duchovním vůdcem její řeholní komunity. Kvůli následnému konfliktu v otázkách vedení kongregace mezi Maréchalem a jí se musela vzdát funkce generální přestavené a odejít do Sainte-Geneviève, kde poté řídila školu, spravovanou jí založenou kongregací. Křivdy vůči ní pokračovaly pod vedením Maréchala i ze strany nové představené.
Byla obviňována ze špatného hospodaření v době, kdy kongregaci vedla a v říjnu roku 1858 byla povolána zpět do mateřského domu. Roku 1864 byla poslána do Lachine, kde byl otevřen nový mateřský dům jí založení kongregace. Zde poté musela vykonávat domácí práce a čelit opovrhování ze strany představených. Roku 1872 a znovu v roce 1878 byla zvolena asistentkou generální představené, avšak byla jí podepřena účast na generálních kapitulách kongregace. Všechny křivdy snášela trpělivě a s odevzdaností.
Na podzim 1889 dostala těžký zánět průdušek a 2. ledna 1890 v Lachine zemřela. Její pohřeb se konal 7. ledna téhož roku v kapli mateřského domu jí založené kongregace v Lachine. Teprve další generace sester ocenily její dílo.

## Úcta
Její beatifikační proces započal dne 7. ledna 1977, čímž obdržela titul služebnice Boží. Dne 14. května 1991 ji papež sv. Jan Pavel II. podepsáním dekretu o jejích hrdinských ctnostech prohlásil za ctihodnou. Dne 28. června 1999 byl uznán zázrak na její přímluvu, potřebný pro její blahořečení.
Blahořečena pak byla dne 29. dubna 2001 na Svatopetrském náměstí papežem sv. Janem Pavlem II.
Její památka je připomínána 2. ledna. Bývá zobrazována v řeholním oděvu. Je patronkou jí založené kongregace.

## Odkazy

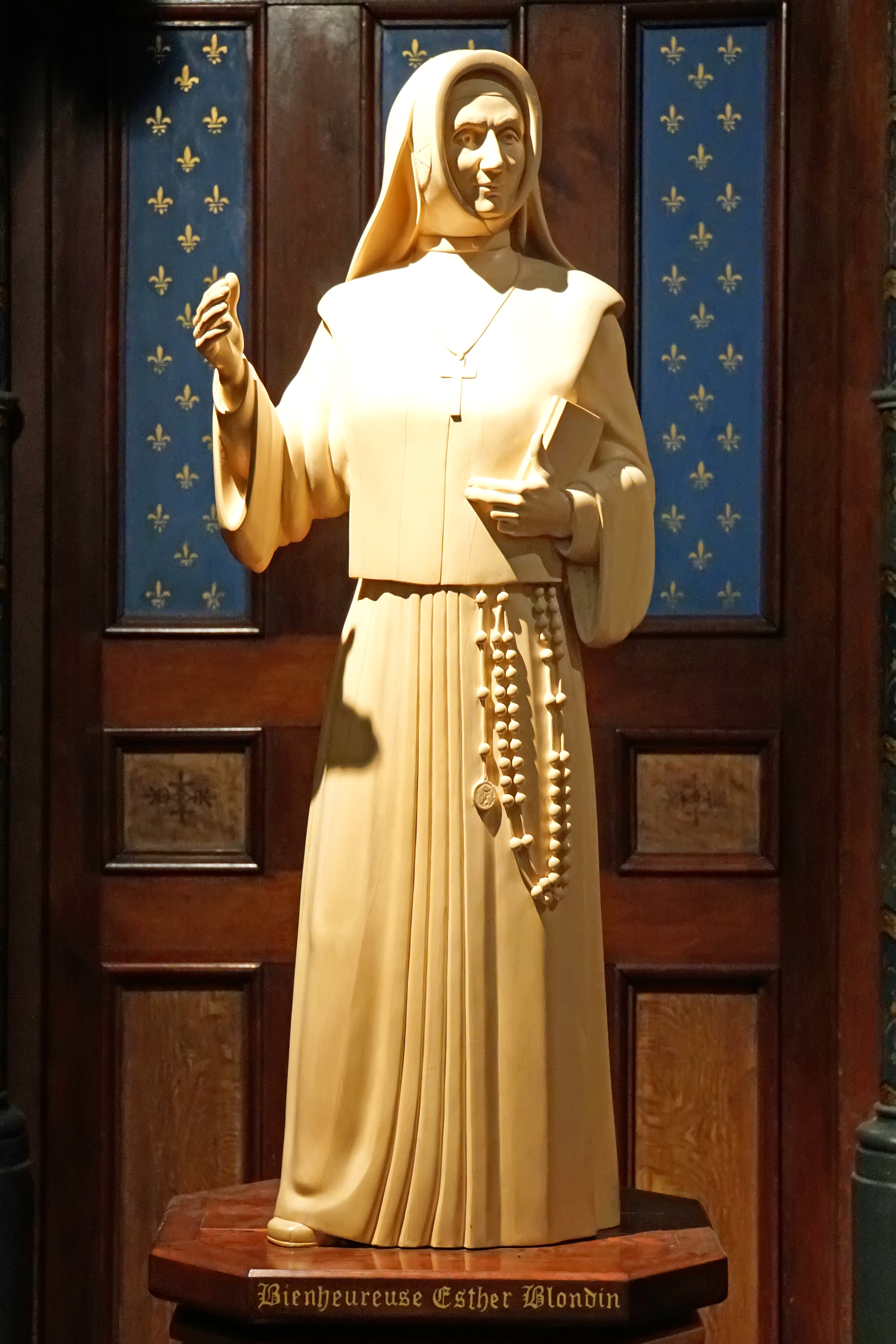
Její socha v bazilice Notre-Dame v Montréalu